# سارة كانينغ
سارة كانينغ (14 يوليو 1987)، هي ممثلة كندية. شاركت في بطولة مسلسل ذا سي دبليو يوميات مصاص دماء بدور "جينا سومرز"، وظهرت في فيلم الحقل الأسود سنة 2009. سنة 2017 شاركت في فيلم حرب لأجل كوكب القردة.

## حياتها المبكرة
كانينغ هي ابنة واين ودافن كانينغ في كندا. اهتمت بالمسرح منذ طفولتها عندما كانت تلميذة وشاركت بعدة انتاجات مسرحية في مدرستها.
بدأت كانينغ حياتها المهنية كممثلة محترفة حين شاركت في تمثيل رواية جورج أورويل 1984 في مسرح القلعة في إدمونتون وذلك في عمر ال18. بدأت بعدها بدراسة الفنون العامة في جامعة ألبرتا. تركت كانينغ الجامعة في سن ال19 وانتقلت إلى فانكوفر لبداية مشورها التمثيلي.

## أعمالها

### الأفلام
| السنة | العنوان                 | العنوان الأصلي                 | الدور              |
| ----- | ----------------------- | ------------------------------ | ------------------ |
| 2008  | سلاب شوت 3: دوري الشباب | Slap Shot 3: The Junior League | هوب                |
| 2009  | الحقل الأسود            | Black Field                    | ماجي مغريغور       |
| 2013  | النوع الصحيح للخطأ      | The Right Kind of Wrong        | كوليت              |
| 2015  | إدويرد                  | Eadweard                       | فلورا شالكروس ستون |
| 2017  | حرب لأجل كوكب القردة    | War for the Planet of the Apes | ليك                |
| 2018  | المستوى 16              | level 16                       | الآنسة بريكسل      |

### المسلسلات

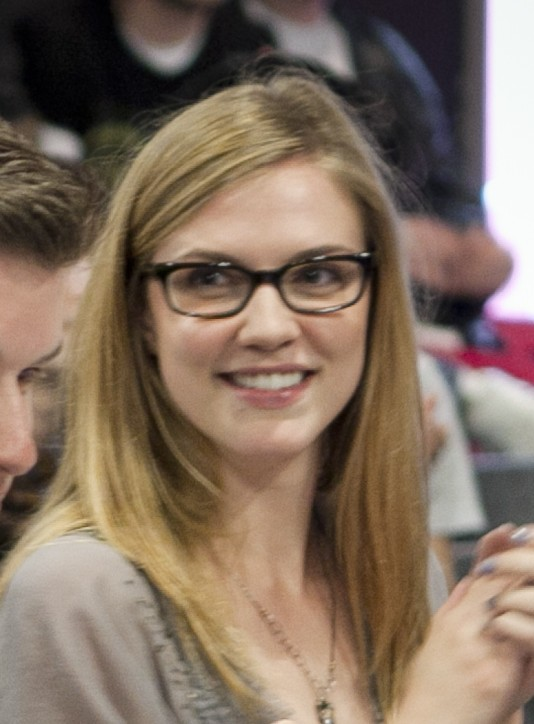
سارة كاتينغ سنة 2011.

| السنة   | العنوان                 | العنوان الأصلي                | الدور          |
| ------- | ----------------------- | ----------------------------- | -------------- |
| 2008    | سمولفيل                 | Smallville                    | نيكي هيلتون    |
| 2009    | كايل إكس واي            | Kyle XY                       | ريدهيد         |
| 2009–14 | يوميات مصاص دماء        | The Vampire Diaries           | جينا سومرز     |
| 2012    | خارق للطبيعة            | Supernatural                  | ليديا          |
| 2012    | قانون هانا              | Hannah's Law                  | هانا بومونت    |
| 2014    | جحيم في العجلات         | Hell on Wheels                | شارلوت رويس    |
| 2014–15 | علاج                    | Ramedy                        | د. ميليسا كونر |
| 2016    | في المزرعة              | On the Farm                   | سينيد ميكلود   |
| 2017    | سلسلة من الأحداث السيئة | A Series of Unfortunae Events | جاكلين         |
| 2018    | كان ياما كان            | Once Upon A Time              | غريتل          |

## الجوائز والترشيحات
| السنة | الجائزة    | الفئة                                  | العمل           | النتيجة | مصادر  |
| ----- | ---------- | -------------------------------------- | --------------- | ------- | ------ |
| 2014  | UBCP/ACTRA | أفضل ممثلة                             | علاج            | فوز     | [ 6 ]  |
| 2015  | جوائز ليو  | أفضل أداء أنثوي في مسلسل درامي         | علاج            | فوز     | [ 7 ]  |
| 2016  | جوائز ليو  | أفضل أداء أنثوي في مسلسل درامي         | علاج            | رُشِّح     | [ 8 ]  |
|       | جوائز ليو  | أفضل أداء أنثوي في في مسلسل درامي      | قانون هانا      | رُشِّح     | [ 9 ]  |
| 2015  | جوائز ليو  | أفضل أداء أنثوي في في مسلسل درامي      | جحيم في العجلات | رُشِّح     | [ 7 ]  |
| 2015  | UBCP/ACTRA | أفضل ممثلة                             | إدويرد          | رُشِّح     | [ 10 ] |
| 2017  | جوائز ليو  | أفضل أداء أنثوي مساعد في فيلم تلفزيوني | في المزرعة      | رُشِّح     | [ 8 ]  |

## صادر
1. ↑  Hall, Jamie (July 27, 2010). "Canning sinks her teeth into television and movie career". The Edmonton Journal. Retrieved on October 2, 2013. نسخة محفوظة 03 أكتوبر 2015 على موقع واي باك مشين.
2. ↑  Rae, Kate (September 6, 2013). "Sara Canning: Her closet is ‘totally nuts’". ذا جلوب اند ميل [الإنجليزية]. Retrieved on October 2, 2013. نسخة محفوظة 04 مارس 2016 على موقع واي باك مشين.
3. ↑  Brioux, Bill (August 13, 2009). "TV brimming with Canadians". تورونتو ستار. Retrieved on October 17, 2009. "نسخة مؤرشفة". مؤرشف من الأصل في 2012-10-22. اطلع عليه بتاريخ 2018-04-07.{{استشهاد ويب}}:  صيانة الاستشهاد: BOT: original URL status unknown (link)
4. ↑  "The Vampire Diaries – Cast – Sara Canning". ذا سي دبليو. Retrieved on October 17, 2009. "نسخة مؤرشفة". مؤرشف من الأصل في 2009-09-14. اطلع عليه بتاريخ 2018-04-07.{{استشهاد ويب}}:  صيانة الاستشهاد: BOT: original URL status unknown (link)
5. ↑  Leiren-Young, Mark (January 3, 2013). "Hollywood North: Vancouver’s Sara Canning takes a vacation from vampires and velociraptors". The Vancouver Sun. Retrieved on January 5, 2013. نسخة محفوظة 04 أبريل 2018 على موقع واي باك مشين. [وصلة مكسورة]
6. ↑  Derdeyn، Stuart (24 نوفمبر 2014). "Ian Tracey and Sara Canning win best actor and actress awards at UBCP/ACTRA awards". The Province. مؤرشف من الأصل في 2016-01-27. اطلع عليه بتاريخ 2014-12-04.
7. 1 2  Marchand، Francois (15 يونيو 2012). "Violent roars at the Leo Awards". The Vancouver Sun. مؤرشف من الأصل في 2018-07-28. اطلع عليه بتاريخ 2015-06-16.
8. 1 2  "2016 Leo Awards Nominees by Name". Leo Awards. 2016. مؤرشف من الأصل في 2018-07-11. اطلع عليه بتاريخ 2017-01-16.
9. ↑  Harris، Aleesha (3 مايو 2012). "Leo Awards 2012: The full list of nominees". The Vancouver Sun. مؤرشف من الأصل في 2012-09-18. اطلع عليه بتاريخ 2012-05-26.
10. ↑  Marchand، Francois (17 سبتمبر 2015). "Hollywood North: UBCP/ACTRA nominees announced". The Vancouver Sun. مؤرشف من الأصل في 2017-03-13. اطلع عليه بتاريخ 2015-09-20.

## روابط خارجية
- سارة كانينغ على موقع IMDb (الإنجليزية)
- سارة كانينغ على موقع روتن توميتوز (الإنجليزية)
- سارة كانينغ على موقع ألو سيني (الفرنسية)
- سارة كانينغ على موقع أول موفي (الإنجليزية)
- سارة كانينغ على موقع قاعدة بيانات الفيلم (الإنجليزية)
- سارة كانينغ على موقع كينوبويسك (الروسية)